# Раднички (Обреновац)
«Раднички» (серб. Фудбалски клуб „Раднички“ Обреновац) — сербський футбольний клуб з міста Обреновац. Виступає в Сербській лізі Белград, третьому дивізіоні чемпіонату Сербії.

## Історія
Заснований 1927 року, два роки по тому діяльність клубу заборонили. До 1941 року команда часто змінювала назви: 1921 року в Обреноваці існував клуб «Караджордже», потім команда виступала як «Занатлія» та ОСК, а з 1939 року — «Раднички». 
Після злиття з «Міліціонаром», у 2002 році «Раднички» виграли Північну групу Другої ліги СР Югославії, завдяки чому вперше потрапили до Першої ліги ФР Югославії. У дебютному для себе сезоні в еліті югославського футболу посіли 12-е місце та забезпечили собі місце в чемпіонаті на наступний сезон. Проте за підсумками сезону 2003/04 років вибули до Другої ліги. Але й на цьому падіння не припинилося, за підсумками сезону 2004/05 років колектив з Обреноваца посів 17-е місце та вибув до Сербської ліги Белград після поразки в плей-оф від «Севойно». Протягом наступниї 10 років клуб 4 рази фінішував на другому місці третього дивізіону чемпіонату Сербії (2007/08, 2009/10, 2011/12, 2012/13).

## Досягнення
- Друга ліга ФР Югославії
  -  Чемпіон (1): 2001/02 (група «Північ»)

## Статистика виступів
| Сезон   | Ліга        | Ліга | Ліга | Ліга | Ліга | Ліга | Ліга | Ліга | Ліга | Кубок |
| Сезон   | Дивізіон    | Іг   | В    | Н    | П    | ЗМ   | ПМ   | О    | Міс  | Кубок |
| ------- | ----------- | ---- | ---- | ---- | ---- | ---- | ---- | ---- | ---- | ----- |
| 2006–07 | 3 – Белград | 34   | 14   | 10   | 10   | 44   | 31   | 52   | 7-е  | —     |
| 2007–08 | 3 – Белград | 30   | 16   | 9    | 5    | 42   | 26   | 57   | 2-е  | —     |
| 2008–09 | 3 – Белград | 30   | 9    | 10   | 11   | 29   | 34   | 37   | 9-е  | —     |
| 2009–10 | 3 – Белград | 30   | 17   | 6    | 7    | 56   | 28   | 54   | 2-е  | —     |
| 2010–11 | 3 – Белград | 30   | 10   | 9    | 11   | 40   | 32   | 39   | 9-е  | —     |
| 2011–12 | 3 – Белград | 30   | 17   | 8    | 5    | 42   | 23   | 59   | 2-е  | —     |
| 2012–13 | 3 – Белград | 30   | 17   | 7    | 6    | 50   | 24   | 58   | 2-е  | —     |
| 2013–14 | 3 – Белград | 30   | 12   | 9    | 9    | 52   | 44   | 45   | 6-е  | —     |
| 2014–15 | 3 – Белград | 30   | 8    | 5    | 17   | 30   | 49   | 29   | 14-е | —     |
| 2015–16 | 3 – Белград | 30   | 12   | 5    | 13   | 54   | 57   | 41   | 8-е  | —     |
| 2016–17 | 3 – Белград | 30   | 12   | 7    | 11   | 48   | 44   | 43   | 10-е | —     |
| 2017–18 | 3 – Белград | 30   | 15   | 7    | 8    | 51   | 35   | 52   | 5-е  | —     |
| 2018–19 | 3 – Белград | 30   | 11   | 11   | 8    | 33   | 31   | 44   | 6-е  | —     |

1. ↑  Клуб набрав три очки.

## Відомі гравці
- Филип Джуричич
- Радосав Петрович
- Ален Стеванович
- Ненад Єстрович
- Йован Маркоський
- Даріо Дам'янович
- Марко Грубелич
- Милан Ілич
- Ненад Єстрович
- Бранко Рашич
- Владимир Рибич
- Александар Стоймирович
- Неманья Тубич
- Никола Василевич

## Відомі тренери
- Бошко Джуровський